# Boneshaker
Boneshaker (titre original : Boneshaker) est un roman de science-fiction steampunk de l'auteure américaine Cherie Priest publié en 2009 et traduit en français en 2010. Il a obtenu le prix Locus du meilleur roman de science-fiction 2010.
Il est le premier volet de la trilogie Le Siècle mécanique.

## Résumé
Le roman commence par une uchronie : en 1880, les Éats-Unis sont toujours en proie à la guerre civile, tandis qu'un savant invente une machine, la Boneshaker, servant à extraire l'or des terres de l'Alaska. Lors des premiers essais, la machine s'emballe et détruit une partie de Seattle. Un mur est construit autour de la zone dévastée, dans laquelle un adolescent tente de survivre...

## Éditions
- Boneshaker, Tor Books, octobre 2009, 416 pages  (ISBN 978-0765318411).
- Boneshaker, Eclipse, coll. Steampunk, octobre 2010, traduit par Agnès Bousteau, 480 pages  (ISBN 978-2362700095).
- Boneshaker, Panini, 13 février 2013, traduit par Agnès Bousteau, 480 pages  (ISBN 978-2809429282).
- Boneshaker, Le Livre de poche, 24 août 2016, traduit par Agnès Bousteau, 448 pages   (ISBN 978-2253133025).